# Pierre Bernhard (mathématicien)
Pour l’article ayant un titre homophone, voir Pierre Bernard.
Pierre Bernhard, né le 8 mai 1944 à Versailles, est un mathématicien français, spécialiste de la théorie des jeux. Il travaille à l'INRIA de Sophia Antipolis.

## Biographie
Il entre en 1964 à l'Polytechnique, puis en 1967 à l'École des mines de Paris. Il est membre du corps des mines.
Pendant son séjour à l'École des mines, Pierre Laffitte l'envoie faire des études en commande automatique à l'université Stanford, où Pierre Faurre terminait alors lui-même son Ph.D. Pierre Bernhard obtient en 1971 un Ph.D. sous la direction de John V. Breakwell, avec une thèse intitulée Dissertation: Linear differential games and the Isotropic Rocket. Il a passe ensuite son doctorat d'État à l'université Pierre-et-Marie-Curie en 1979 sous la supervision de Jacques-Louis Lions avec pour thèse : Contribution à l'étude des jeux différentiels à deux joueurs, somme nulle et information parfaite.
Ses travaux ont porté essentiellement sur la théorie des jeux dynamiques et leurs applications, aujourd’hui principalement à la biologie mathématique : écologie comportementale, biologie évolutive, jeux évolutionnaires, dynamique des populations,,.
Il dirige le centre de recherche en automatique de l'École des mines de Paris à Fontainebleau après le départ de Pierre Faurre en 1972. Lorsque ce centre est fusionné avec le centre de recherche en informatique en 1977, Pierre Bernhard dirige le nouveau centre d'automatique et d'informatique. En parallèle, il est successivement professeur à l'Ecole des mines, puis à l'Université Paris-Dauphine.
En 1980, l'INRIA décide de créer un nouveau centre de recherche à Sophia Antipolis. Dès le début, Pierre Bernhard en assure la direction, en tandem avec Gilles Kahn qui est directeur scientifique du nouveau centre.
À partir de 1996, Pierre Bernhard devient professeur de classe exceptionnelle à l'Université de Nice, affecté à l'Ecole Supérieure en Sciences Informatiques (ESSI) devenue par la suite Polytech Nice Sophia. Il dirige également une unité de recherche du CNRS de 2000 à 2004.

## Distinctions et récompenses
- Officier de l'ordre national du Mérite [2]
- Chevalier de la Légion d'honneur (1996[6])
- 1989 : prix Michel-Monpetit de l’Académie des sciences
- 2008 : prix Isaacs de la Société internationale de jeux dynamiques[7].